# پایایی سازه‌های بتن مسلح
طراحی دوام (پایایی) سازه‌های بتن مسلح اخیراً در مقررات ملی و بین‌المللی معرفی شده‌است. لازم است که سازه‌ها برای حفظ خصوصیات خود در طول دوره بهره‌برداری، پیشگیری از نارسایی زودرس و نیز جلوگیری از نیاز به کارهای ترمیم، تعمیر و نگهداری فوق‌العاده، طراحی شوند؛ بنابراین تلاش‌های چشمگیری در دهه‌های گذشته انجام شده‌است تا بتوانند مدلهای مفیدی را که فرایندهای تخریب مؤثر بر سازه‌های بتن مسلح را نشان دهند، تعریف کنند تا در مرحله طراحی، به منظور ارزیابی خصوصیات مصالح و طرح سازه ای ساختمان مورد استفاده قرار گیرند.

## طول عمر بهره‌برداری یک سازه بتن مسلح

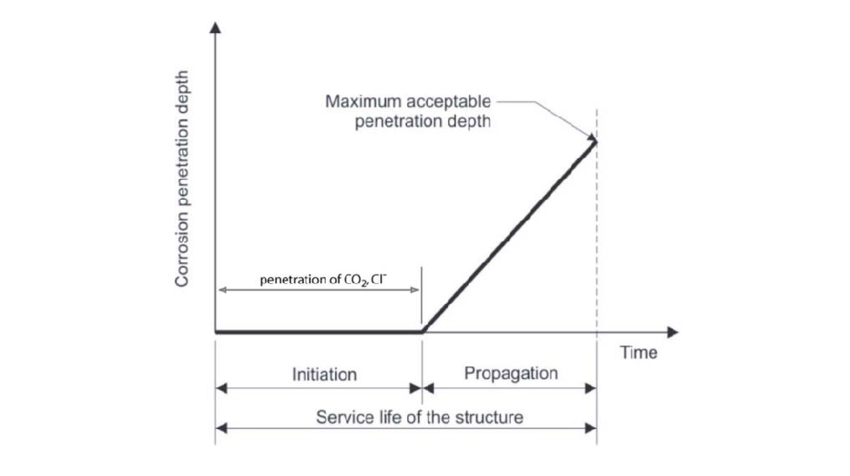
دوره شروع و انتشار خوردگی میلگرد فولادی در یک سازه بتن مسلح

در ابتدا، واکنشهای شیمیایی که به‌طور معمول در خمیر سیمان رخ می‌دهد، یک محیط قلیایی ایجاد می‌کند و محلول موجود در منافذ خمیر سیمان را به مقدار pH در حدود ۱۳ می‌رساند. در این شرایط، به دلیل تشکیل لایه نازک اکسیدها بر روی میلگرد هاکه قادر به محافظت از فولاد در برابر خوردگی هستند، انفعال میلگرد فولادی رخ می‌دهد. با گذشت زمان، فیلم نازک محافظ آسیب دیده و خوردگی میلگرد فولادی شروع می‌شود. خوردگی میلگردهای فولادی یکی از دلایل اصلی نارسایی زودرس سازه‌های بتن مسلح در سراسر جهان است، عمدتاً در نتیجه دو فرایند تخریب، کربناتی شدن و نفوذ کلریدها. با توجه به روند تخریب خوردگی، یک الگوی ساده و معتبر برای ارزیابی طول عمر بهره یرداری، الگویی است که تووتی (به انگلیسی: Tuutti)در سال ۱۹۸۲ پیشنهاد داد. مطابق این مدل، طول عمر بهره یرداری یک سازه بتن مسلح را می‌توان به دو مرحله مجزا تقسیم کرد.
- {\displaystyle t_{i}} ، زمان شروع: زمان شروع از لحظه ساخت سازه تا لحظه شروع خوردگی در میلگرد فولادی می‌باشد. به‌طور خاص، زمان لازم برای نفوذ عوامل تهاجمی (دی‌اکسید کربن و کلریدها) به ضخامت پوشش بتنی، رسیدن به میلگرد فولادی تعبیه شده، تغییر شرایط انفعال اولیه روی سطح فولاد است که باعث شروع خوردگی می‌شود.
- {\displaystyle t_{p}} ، زمان انتشار: که به عنوان زمان از شروع خوردگی فعال تا رسیدن به یک حالت حدی نهایی تعریف شده‌است، یعنی انتشار خوردگی به یک مقدار حدی منطبق با خسارت سازه ای غیرقابل قبول برسد، مانند ترک خوردگی و جدا شدن ضخامت پوشش بتن.

شناسایی زمان شروع و زمان انتشار برای شناسایی بیشتر متغیرها و فرایندهای اصلی مؤثر بر طول عمر بهره‌برداری سازه، مختص هر مرحله از دوره بهره‌برداری و روند تخریب مورد نظر، مفید است.

### خوردگی ناشی از کربناتی شدن
زمان شروع به میزان انتشار کربنات در ضخامت پوشش بتن مربوط می‌شود. هنگامی که کربناتی شدن به سطح فولاد برسد و مقدار pH موضعی محیط را تغییر دهد، فیلم نازک محافظ اکسیدها روی سطح فولاد ناپایدار می‌شود و خوردگی با در گیر کردن بخش گسترده‌ای از سطح فولاد آغاز می‌شود. یکی از ساده‌ترین و معتبرترین مدل‌های توصیف انتشار کربنات در طول زمان، در نظر گرفتن نسبت عمق نفوذ با جذر زمان است، مطابق با رابطه:
{\displaystyle x=K{\sqrt {t}}}
که در آن {\displaystyle x} عمق کربناسیون است ، {\displaystyle t} زمان است، و {\displaystyle K} ضریب کربناتی شدن است. شروع خوردگی زمانی اتفاق می‌افتد که عمق کربناتی شدن به ضخامت پوشش بتن برسد و بنابراین می‌توان آن را ارزیابی کرد:
{\displaystyle t_{i}=\left({\frac {c}{K}}\right)^{2}}
که در آن {\displaystyle c} ضخامت پوشش بتن است.
{\displaystyle K} پارامتر طراحی اصلی برای ارزیابی زمان شروع در مورد خوردگی ناشی از کربنات است. این پارامتر به میلی‌متر در سال به توان 1/2 (mm/year1/2) بیان شده و به ویژگی‌های بتن و شرایط در معرض قرارگیری بتن بستگی دارد. نفوذ CO2 گازی در محیط متخلخل مانند بتن از طریق انتشار رخ می‌دهد. درصد رطوبت بتن یکی از مهمترین عوامل تأثیرگذار در انتشار CO2 در بتن است. اگر منافذ بتن کاملاً و به‌طور دائم اشباع شود (برای مثال در سازه‌های غوطه ور) از انتشار CO2 جلوگیری می‌شود. از طرف دیگر، برای بتن‌های کاملاً خشک، واکنش شیمیایی کربناسیون نمی‌تواند رخ دهد. یکی دیگر از عوامل تأثیرگذار در میزان انتشار CO2 تخلخل بتن است. بتن ساخته شده با نسبت آب به سیمان (W / C) بالاتر یا بتنی که خوب به عمل آورده نشده‌است، میزان تخلخل بالاتری در حالت سخت شده خواهد داشت و در نتیجه در معرض خطر میزان کربناسیون بالاتر قرار می‌گیرد. عوامل تأثیرگذار در مورد شرایط در معرض خوردگی ناشی از کربنات قرار گرفتن بتن عبارتند از :دمای محیط، رطوبت و میزان غلظت CO 2. میزان کربناتی شدن بتن برای محیط‌هایی با رطوبت و درجه حرارت بالاتر بیشتر است و در محیط‌های آلوده مانند مراکز شهری و در فضاهای بسته مانند تونل‌ها افزایش می‌یابد.
برای ارزیابی مدت زمان انتشار خوردگی ناشی از کربناسیون، چند مدل ارائه شده‌است. در یک روش ساده متداول پذیرفته شده، زمان انتشار به عنوان تابعی از سرعت انتشار خوردگی ارزیابی می‌شود. اگر میزان سرعت خوردگی ثابت در نظر گرفته شود، می‌توان مقدار tp را به صورت زیر تخمین زد:
{\displaystyle t_{p}={\frac {p_{lim}}{v_{corr}}}}
که در آن {\displaystyle p_{lim}} میزان نفوذ خوردگی حالت حدی در فولاد و {\displaystyle v_{corr}} سرعت انتشار خوردگی است. {\displaystyle p_{lim}} در حالت حدی مورد نظر باید تعریف شود. به‌طور کلی برای خوردگی ناشی از کربنات، ترک خوردگی پوشش بتنی به عنوان حالت حدی در نظر گرفته شده‌است، و در این حالت  {\displaystyle p_{lim}} برابر با ۱۰۰ میکرومتر در نظر گرفته شده‌است . {\displaystyle v_{corr}} بستگی به عوامل محیطی در مجاورت فرایند خوردگی، مانند وجود اکسیژن و آب در عمق پوشش بتنی دارد. اکسیژن، به جزدر سازه‌های غوطه ور، به‌طور کلی در سطح فولاد موجود است. اگر منافذ، مدام و به‌طور کامل اشباع شوند، مقدار بسیار کمی از اکسیژن به سطح فولاد می‌رسد و میزان خوردگی را می‌توان ناچیز دانست. برای بتنهای بسیار خشک، {\displaystyle v_{corr}}، به دلیل عدم وجود آب که مانع واکنش شیمیایی خوردگی می‌شود، ناچیز است. برای درصدهای متوسط رطوبت بتن، میزان سرعت خوردگی با افزایش رطوبت بتن افزایش می‌یابد. از آنجایی که میزان درصد رطوبت بتن می‌تواند در طول سال به میزان قابل توجهی تغییر کند، به‌طور کلی تعریف ثابت برای {\displaystyle v_{corr}} ممکن نیست. یک روش ممکن در نظر گرفتن میانگین سالانه {\displaystyle v_{corr}}  است.

### خوردگی ناشی از کلرید
وجود کلریدها در سطح فولاد، به میزان بالاتر از یک مقدار بحرانی خاص، حتی اگر بتن هنوز قلیایی باشد، می‌تواند بصورت موضعی فیلم نازک اکسیداسیون محافظ سطح فولاد را بشکند، و باعث ایجاد شکل بسیار موضعی و تهاجمی از خوردگی که به نام گودال شناخته شده‌است، بشود. مقررات فعلی استفاده از مواد اولیه آلوده به کلراید را ممنوع می‌کند، بنابراین یکی از عوامل مؤثر بر زمان شروع، میزان نفوذ کلرید از محیط است. این یک کار پیچیده‌است، زیرا محلولهای کلرید از ترکیب چندین مسیر انتقال مانند انتشار، اثر مویرگی و فشار هیدرواستاتیکی در بتن نفوذ می‌کنند. اتصال کلرید پدیده دیگری است که بر مسیر نفوذ کلرید تأثیر می‌گذارد. بخشی از یون‌های کلرید قابلیت جذب دارند یا می‌توانند از نظر شیمیایی با برخی از ترکیبات خمیر سیمان واکنش نشان دهند و منجر به کاهش کلریدها در منافذ شوند (کلریدهای آزاد که از جنس فولاد هستند قادر به نفوذ در بتن هستند). توانایی بتن در اتصال به کلرید، بسته به نوع سیمان است که برای سیمان‌های حاوی دود سیلیس، خاکستر یا سرباره کوره بیشتر است.
با توجه به پیچیدگی مدل‌سازی نفوذ کلرید در بتن، یک رابطه ساده به‌طور کلی در نظر گرفته شده‌است، که برای اولین بار در سال ۱۹۷۲ توسط کالپاردی پیشنهاد شد:
{\displaystyle C(x,t)=C_{s}\left[1-\mathrm {erf} \left({\frac {x}{2{\sqrt {Dt}}}}\right)\right]}
که در آن {\displaystyle C_{s}} غلظت کلرید در سطح در معرض، x عمق نفوذ کلرید، D ضریب انتشار کلرید و t زمان است.
این معادله راه حل قانون II انتشار فیک (به انگلیسی: Fick's II law of diffusion)در این فرضیه است که محتوای اولیه کلرید صفر است، {\displaystyle C_{s}} در طول زمان و در کل سطح ثابت است و D در طول زمان و در ضخامت پوشش بتن ثابت است. با مشخص بودن {\displaystyle C_{s}} و D، این معادله می‌تواند برای ارزیابی تغییرات زمانی مشخصات غلظت کلرید در ضخامت پوشش بتن استفاده شود و زمان شروع، به عنوان لحظه ای که در آن آستانه بحرانی کلرید ({\displaystyle C_{cl}}) در عمق میلگرد فولادی رسیده‌است، مورد ارزیابی قرار گیرد.
با این حال، بسیاری مسائل مهم در رابطه با استفاده عملی از این مدل وجود دارد. برای سازه‌های بتن مسلح موجود در محیط حاوی کلرید، {\displaystyle C_{s}} و D را می‌توان با محاسبه بهترین منحنی مناسب برای پروفایل‌های تمرکز کلرید اندازه‌گیری شده، تعیین کرد. از نمونه‌های بتن بازیابی شده در کارگاه ممکن است برای تعریف مقادیر Cs و D به منظور ارزیابی عمر بهره‌برداری باقی مانده سازه استفاده کرد. از طرف دیگر، تعریف {\displaystyle C_{s}} و D برای سازه‌های جدید پیچیده‌تر است. این پارامترها به شرایط در معرض قرارگرفتن بتن، مشخصات بتن مانند تخلخل (و در نتیجه نسبت آب به سیمان (به انگلیسی: w/c ratio) و فرایند به عمل آمدن بتن) و نوع سیمان مورد استفاده بستگی دارد. علاوه بر این، برای ارزیابی رفتار بلند مدت سازه، یک موضوع مهم این است که {\displaystyle C_{s}} و D نمی‌تواند در زمان ثابت در نظر گرفته شود، و اینکه روش انتقالی نفوذ کلریدها، فقط درمورد سازه‌های غوطه ور می‌تواند به عنوان انتشار خالص در نظر گرفته شود. موضوع دیگر ارزیابی {\displaystyle C_{cl}} است. عوامل تأثیرگذار مختلفی، مانند پتانسیل میلگرد فولادی و pH محلول موجود در منافذ بتن وجود دارد. علاوه بر این، شروع خوردگی سوراخ کننده، یک پدیده با ماهیت تصادفی است، بنابراین {\displaystyle C_{cl}} را فقط می‌توان بر مبنای اطلاعات آماری تعریف کرد.

## پیشگیری از خوردگی
ارزیابی دوام و پایایی در کدهای طراحی اروپا، در ابتدای دهه ۹۰ پیاده‌سازی شده‌است. لازم است تا طراحان اثرات خوردگی طولانی مدت میلگرد فولادی را در مرحله طراحی در نظر بگیرند تا از خسارت غیرقابل قبول در طول عمر بهره‌برداری سازه جلوگیری شود. روش‌های مختلف برای طراحی پایایی موجود است.

### روش استاندارد
این روش استاندارد تعامل با پایایی، به عنوان روش رضایت بخش نیزشناخته می‌شود و توسط آیین‌نامه فعلی اروپا EN 206 ارائه شده‌است. لازم است طراح با ارزیابی درجه در معرض قرارگیری صحیح، شرایط قرار گرفتن در معرض محیط و روند تخریب مورد انتظار را مشخص کند. پس از تعریف این مسئله، کد طراحی، مقررات استاندارد را برای نسبت آب به سیمان (w/c)، میزان سیمان و ضخامت پوشش بتنی ارائه می‌دهد.
این روش که یک قدم پیشرفت در طراحی پایایی سازه‌های بتن مسلح است، برای طراحی سازه‌های معمولی طراحی شده با مصالح سنتی (سیمان پرتلند، میلگرد فولادی) و با طول عمر مورد انتظار بهره‌برداری ۵۰ سال مناسب است.
با این وجود، این روش در بعضی موارد کاملاً جامع به نظر نمی‌رسد. مقررات ساده، اجازه بهینه‌سازی طراحی را، برای قسمت‌های مختلف سازه‌ها با شرایط مختلف در معرض قرارگیری موضعی، نمی‌دهد. علاوه بر این، در این روش نمی‌توان تأثیرات اقدامات ویژه مانند استفاده از محافظت‌های اضافی را در عمر بهره‌برداری در نظر گرفت.

### روش مبتنی بر عملکرد

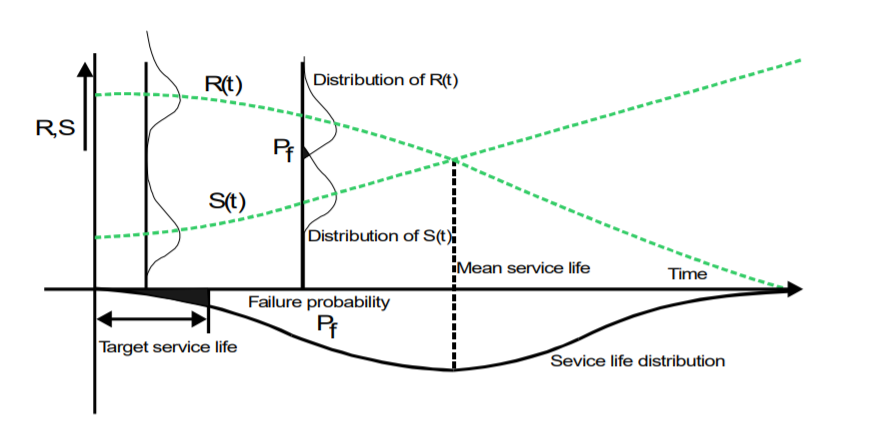
شکل ۲ - احتمال خرابی و عمر بهره‌برداری هدف در مدل‌های مبتنی بر عملکرد عمر بهره‌برداری سازه‌های بتن مسلح

روش‌های مبتنی بر عملکرد، بر اساس مدل‌هایی که سیر تکاملی فرایندهای تخریب را در طول زمان توصیف می‌کنند، و تعریف زمان‌هایی که در آن زمان‌ها حالت‌های حدی تعیین شده حاصل خواهد شد، طرحی واقعی از پایایی را ارائه می‌دهند. برای در نظر گرفتن تنوع گسترده‌ای از عوامل تأثیرگذار بر عمر بهره‌برداری سازه و متغیر بودن آنها، روش‌های مبتنی بر عملکرد مسئله را از دیدگاه احتمال اندیشانه یا نیم احتمال اندیشانه بررسی می‌کنند.
مدل عمر بهره‌برداری سازه مبتنی بر عملکرد، ارائه شده توسط پروژه اروپایی دووراکیریت (به انگلیسی: DuraCrete) و توسط مدل کد اف آی بی (به انگلیسی: FIB Model Code) برای طراحی عمر بهره‌برداری سازه،بر اساس یک رویکرد احتمالی، مشابه روشی است که برای طراحی سازه اتخاذ شده‌است. عوامل محیطی به عنوان بارهای وارده S (t) در نظر گرفته می‌شوند، در حالی که مشخصات مصالح مانند مقاومت در برابر نفوذ کلرید، همان‌طور که در شکل ۲ نشان داده شده‌است، مقاومتهای R (t) در نظر گرفته می‌شوند. برای هر فرایند تخریب، معادلات طراحی آن چنان تنظیم شده‌است که احتمال شکست عملکرد از پیش تعریف شده سازه را ارزیابی کنند، در حالی که احتمال قابل قبول وبذیرفته شده براساس حالت حدی مورد نظر انتخاب شده‌است. فرایندهای تخریب هنوز با مدلهایی که قبلاً برای خوردگی ناشی از کربناتی شدن و نیز، خوردگی ایجاد شده توسط کلرید تعریف شده‌اند، توصیف شده‌است، اما برای تأمل در ماهیت آماری مسئله، متغیرها به عنوان منحنی توزیع احتمال در طول زمان در نظر گرفته می‌شوند. برای ارزیابی برخی از پارامترهای طراحی پایایی، استفاده از تست آزمایشگاهی تسریع داده شده پیشنهاد شده‌است، مانند به اصطلاح تست مهاجرت سریع کلرید برای ارزیابی مقاومت بتن در برابر نفوذ کلرید. با استفاده از پارامترهای اصلاحی، رفتار بلند مدت سازه در شرایط در معرض قرارگیری واقعی می‌تواند ارزیابی شود.
استفاده از مدلهای احتمال اندیشانه عمر بهره‌برداری سازه امکان اجرای یک طراحی واقعی پایایی را می‌دهد که می‌تواند در مرحله طراحی سازه‌ها به اجرا درآید. این روش به خصوص هنگامی که عمر بهره‌برداری طولانی مدت مورد نیاز باشد (> ۵۰ سال) یا وقتی شرایط در معرض محیط زیست قرارگیری به خصوص مهاجم باشد، مورد توجه ویژه ای است. به هر حال، کاربرد این نوع مدلها هنوز محدود است. موضوعات اصلی مهم هنوز هم نگران کننده هستند، به عنوان مثال، مشخصات تست‌های سریع آزمایشگاهی توانا در مشخص کردن اجراهای بتن، ضرایب اصلاحی قابل اطمینان برای ارزیابی عملکردهای پایایی طولانی مدت و اعتبار سنجی این مدلها بر اساس پایایی واقعی طولانی مدت اجراها.